# Шарцъеги
Шарцъеги (устар. Шарц-еги) — река в России, протекает по территории Муезерского района Карелии (Россия). Впадает в озеро Шарилампи. Длина реки — 15 км, площадь водосборного бассейна — 58,5 км².

## Данные водного реестра
По данным государственного водного реестра России относится к Баренцево-Беломорскому бассейновому округу, водохозяйственный участок реки — Кемь от Юшкозерского гидроузла до Кривопорожского гидроузла. Речной бассейн реки — бассейны рек Кольского полуострова и Карелии, впадает в Белое море.